# مقاطعة مهداي
مقاطعة مهدّاي (بالصومالية: Mahaday Weyn)‏ هي منطقة تابعة لمجافظة شبيلي الوسطى في الصومال، على بعد 20 كيلومترا شمال جوهر.